# Geonoma gamiova
Geonoma gamiova är en enhjärtbladig växtart som beskrevs av João Barbosa Rodrigues. Geonoma gamiova ingår i släktet Geonoma och familjen Arecaceae. Inga underarter finns listade i Catalogue of Life.